# Régny
Régny là một xã trong tỉnh Loire miền trung nước Pháp.